# Pleocoma hoppingi
Pleocoma hoppingi is een keversoort uit de familie Pleocomidae. De wetenschappelijke naam van de soort is voor het eerst geldig gepubliceerd in 1906 door Fall.